# Стшебелево
Стшебелево (пол. Strzebielewo) — село в Польщі, у гміні Долиці Старгардського повіту Західнопоморського воєводства.
Населення — 212 осіб (2011).
У 1975-1998 роках село належало до Щецинського воєводства.

## Демографія
Демографічна структура станом на 31 березня 2011 року:
|          | Загалом | Допрацездатний вік | Працездатний вік | Постпрацездатний вік |
| -------- | ------- | ------------------ | ---------------- | -------------------- |
| Чоловіки | 110     | 33                 | 73               | 4                    |
| Жінки    | 102     | 36                 | 52               | 14                   |
| Разом    | 212     | 69                 | 125              | 18                   |